# Russisch-Perzische Oorlog (1651-1653)
De Russisch-Perzische Oorlog van 1651-1653 was een gewapend conflict in de Noord-Kaukasus tussen Safawidisch Perzië en het tsaardom Rusland. Het ontstond door de Perzische plannen om haar positie in de regio te versterken en Russische uitbreiding tegen te gaan. Het belangrijkste probleem betrof de plaatsing van een Russisch garnizoen aan de Soelak, naast de bouw van verschillende nieuwe forten, met name die aan de Iraanse kant van de Terek. De Safawieden stuurden troepen, vernietigden het fort en verdreven het Russische garnizoen. In 1653 stuurde Alexis van Rusland, die erover dacht om het Russische Zaporozje-legioen te sturen maar zijn troepen niet wilde verspreiden, een afvaardiging naar Perzië voor een vreedzame oplossing van het conflict. Sjah Abbas II was het daarmee eens en verklaarde dat het conflict zonder zijn toestemming was begonnen.

## Gebeurtenissen
Vanaf de jaren 1520 waren er Kozakken aan de Terek. Ze stonden min of meer onder controle van de Russische gouverneur van Astrachan. Het tussenliggende land was nomadengebied. Ten zuiden van de Terek in het huidige Dagestan bevonden zich verschillende kanaten die de suprematie van Perzië erkenden. De belangrijkste Kozakkennederzetting was het fort van Terki aan de Beneden-Terek. De Kozakken hadden lokale bondgenoten die een belangrijk deel van hun strijdmacht vormden. In 1634 bouwden ze een nieuw fort aan de benedenloop van de Soenzja nabij de moderne stad Grozny, ter ondersteuning van de Georgische heerser Teimoeraz I van Kachetië, die door de Safawieden was afgezet en zich tot de Russen had gewend voor hulp. Het directe voorwendsel was de plundering door een groep Kozakken van een karavaan die toebehoorde aan de kan van Sjamachi. Hij eiste schadevergoeding van de gouverneur van Astrachan en dreigde zowel de Kozakken als Astrachan uit te schakelen.

### Eerste campagne
In 1651 ontving de kan van Sjamachi een decreet van de sjah waarin hij hem opdroeg het Soenzja-fort te vernietigen en naar Astrachan te marcheren. 12.000 mannen waren verzameld uit heel Dagestan, samen met 800 reguliere Perzische soldaten. Ze marcheerden naar de Soenzja. Tussen 25 oktober en 7 november waren er een aantal veldslagen die de Russen wonnen. Nadat ze het omringende land hadden geplunderd, trokken de Dagestani's zich terug en namen duizenden paarden, runderen, schapen en kamelen mee, evenals menselijke gevangenen.

### Tweede campagne
Toen sjah Abbas II hoorde van de gebeurtenissen, beval hij de gouverneurs van Ardabil, Chokhur-e Sa'd (Perzische provincie Jerevan), Karabach, Astara en andere delen van het huidige Azerbeidzjan om troepen te sturen om de Safawidische gouverneur van Shirvan, Khosrow Khan te helpen. Verdere versterkingen werden gestuurd door de gouverneur van Derbent, de sjamchal, evenals de heerser van de Kajtag. Op 7 maart 1653 begon een Perzisch leger van 20.000 man, bestaande uit Perzen, Koemukken, Nogai en Dagestaanse bergvolkeren met de belegering van het Soenzja-fort. Op 25 maart wisten de overblijfselen van het garnizoen te ontsnappen en Terki te bereiken. Na de omgeving te hebben verwoest, keerde het leger op 1 april terug naar Tarki in Dagestan. 
De sjah plande een derde campagne, maar dit werd voorkomen door de Mogol-belegering van Kandahar.

## Vredesbesprekingen
De situatie was ingewikkeld voor beide staten. Troepen van het Mogolrijk vielen de uiterste oostelijke grenzen van Perzië aan en belegerden Kandahar. Perzië kon niet op twee fronten vechten. Er was vrede nodig, zowel voor Perzië als voor Rusland, dat zich voorbereidde op een oorlog met het Pools-Litouwse Gemenebest (de Pools-Russische Oorlog van 1654-1667).
In augustus 1653 reisden vorst Ivan Lobanov-Rostovski en Ivan Komynin van Astrachan naar Iran. In april 1654 ontmoetten de afgevaardigden de sjah. Als resultaat van Russisch-Perzische onderhandelingen en compromissen werd het conflict beëindigd. In Moskou zei de Perzische ambassadeur dat de kan van Sjemachi op eigen gezag had gehandeld, maar dat hij niet kon worden gestraft omdat hij plotseling was overleden. 
De val van het Soenzja-fort leidde tot enige versterking van de positie van Perzië. De sjah verhoogde de druk op de bergbewoners en kondigde in 1658 de bouw aan van twee forten op het land van de Koemukken. Dit lokte een scherp protest uit onder bergbewoners, die in opstand kwamen tegen Perzië.
Russisch-Perzische Oorlog (1651-1653) · Russisch-Perzische Oorlog (1722-1723) · Russisch-Perzische Oorlog (1796) · Russisch-Perzische Oorlog (1804-1813) · Russisch-Perzische Oorlog (1826-1828)